# Karin Tülling

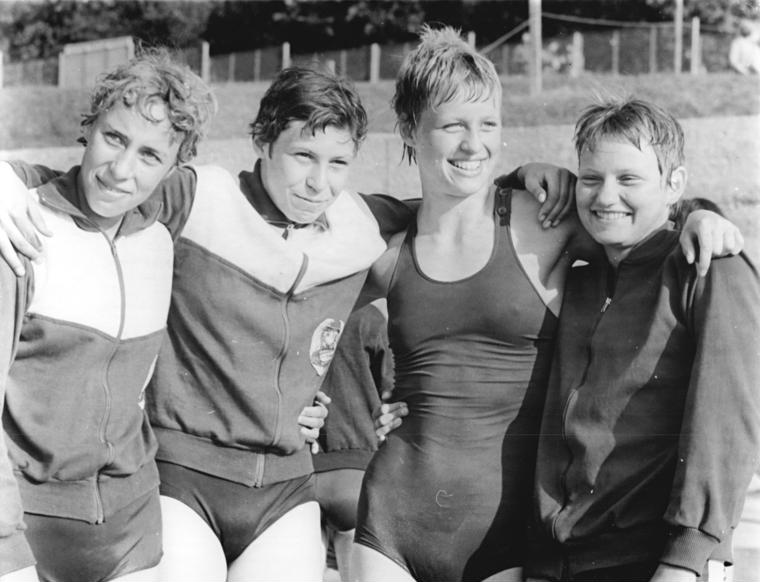
DDR-Meister 1970 in der 4-mal-100-Meter-Freistilstaffel von links nach rechts: Marlis Pohl, Karin Tülling, Christine Strübing und Karin Höpfner

Karin Tülling (* 19. April 1955 in Putbus) ist eine ehemalige deutsche Schwimmerin, die für die Deutsche Demokratische Republik antrat. Sie gewann bei Europameisterschaften eine Bronzemedaille.

## Karriere
Karin Tülling schwamm für den SC Empor Rostock. Bei den DDR-Meisterschaften 1970 gewann sie die Titel über 200 Meter Freistil und über 400 Meter Freistil sowie mit der 4-mal-100-Meter-Freistilstaffel. 1971 gewann sie den Titel über 800 Meter Freistil.
Bei den Europameisterschaften 1970 in Barcelona siegte über 400 Meter Freistil Elke Sehmisch aus Leipzig mit vier Sekunden Vorsprung vor der Schwedin Gunilla Jonsson, eine Sekunde dahinter erschwamm Tülling die Bronzemedaille und schlug 0,4 Sekunden vor der Niederländerin Linda de Boer an. Über 800 Meter Freistil belegte Tülling den fünften Platz.
1972 bei den Olympischen Spielen in München trat Karin Tülling zunächst über 400 Meter Freistil an. Als Neunte der Vorläufe verpasste sie die Finalteilnahme um 0,59 Sekunden. Zwei Tage später erreichte sie den Endlauf über 200 Meter Freistil und belegte den achten Platz. Über 800 Meter Freistil schwamm Karin Tülling die 14. Vorlaufzeit unter 36 Teilnehmerinnen.